# Vaals (plaats)
Vaals (uitspraakⓘ) (in de eigen streektaal, het Völzer plat, Vols genaamd) is de hoofdplaats van de Nederlandse gemeente Vaals, gelegen in het uiterste zuidoosten van Limburg. Het dorp ligt aan de rijksgrens van Nederland, nabij het drielandenpunt met België en Duitsland, en aan de oostzijde grenzend aan de Duitse stad Aken. Vaals heeft volgens de laatste CBS-gegevens 8.015 inwoners en is daarmee de grootste plaats binnen de gemeente. Ondanks het relatief geringe inwonertal heeft het dorp een stadse uitstraling, voornamelijk vanwege de vele achttiende- en negentiende-eeuwse herenhuizen en de relatief uitgebreide winkel- en horecavoorzieningen.

## Natuur en landschap
Vaals ligt in het Selzerbeekdal tussen de Schneeberg in het noorden en de Vaalserberg in het zuiden. Het historisch centrum van Vaals ligt op een hoogte van ongeveer 210 meter. In zuidelijke richting neemt de hoogte snel toe. In het uiterste noorden op de grens met Duitsland stroomt de Selzerbeek.
De Vaalserberg is het hoogste punt van 'Europees Nederland' met 322,4 meter NAP, waar zich ook het Vaalser Drielandenpunt bevindt. Een uitloper van de Vaalserberg is het Bokkebosje. De Schneeberg ten noorden van het dorp, in Duitsland gelegen, dankt zijn naam aan de kalkgrond die in de zomer een opvallend lichte kleur heeft ten opzichte van de omringende gronden.

## Geschiedenis

### Eerste vermelding
De plaats Vaals wordt voor het eerst vermeld in 1041. De plaats heet dan Vallis (betekenis: ‘dal’), vanwege de ligging in het dal van de Selzerbeek. Het centrum van de plaats lag destijds in het huidige Holset, waar ook een hoge rechtbank was gevestigd. In het gemeentewapen van Vaals (13 augustus 1890), wordt dan ook de heilige bisschop Lambertus afgebeeld die patroonheilige van Holset was. Rondom deze tijd hoorde het dorp tot het Land van 's-Hertogenrade, dat deel uitmaakte van de drie landen van Overmaas.

### Kruispunt van heerbanen
Doordat door Vaals twee heerbanen liepen, de Oude Akerweg van Maastricht naar Aken en de weg van Rolduc naar Moresnet, ontstond er doorheen de tijd een kleine nederzetting in de vallei. De heerbanen zorgden tevens ervoor dat de inwoners van Vaals regelmatig reizende legermachten over zich heen kregen. Zo zou in 1568 het leger van Willem van Oranje, dat richting Maastricht naar de Spanjaarden trok, door Vaals trekken en de toenmalige St.-Pauluskerk plunderen.

### 17e eeuw: protestantse kerkgangers

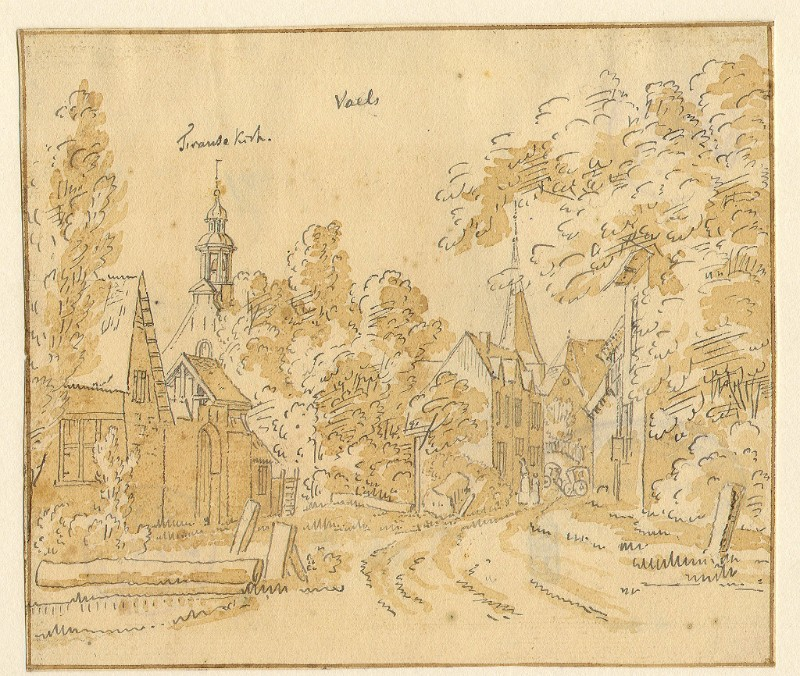
Vaals omstreeks 1700. Op de voorgrond de grensafbakening met Aken. Links de Waalse Kerk ("Franse Kerk")

Toen de landen van Overmaas in 1661 verdeeld werden tussen de Habsburgers en de Nederlandse Republiek, werd Vaals toegewezen aan het Staatse. Samen met de omliggende dorpen Vijlen en Holset vormde Vaals een geïsoleerde enclave van de Republiek. Het werd van de overige landen van Overmaas namelijk gescheiden door het Habsburgse rijksgraafschap Wittem. Hierbij waren de grenzen tussen Vaals en de omliggende gebieden niet alleen politiek, maar ook religieus van aard. Terwijl de Republiek calvinistisch was, waren Aken, Wittem en omliggende landstreek radicaal katholiek. Dat zorgde ervoor dat Vaals in die tijd door veel protestantse kerkgangers werd overspoeld. Zij waren niet alleen afkomstig uit het katholieke Aken, maar kwamen ook vanuit het latere België. Onder bescherming van de Staten-Generaal van de Nederlanden was het deze protestanten toegestaan om in Vaals kerkdiensten te houden. Dat verklaart het opmerkelijk grote aantal protestantse kerken in de plaats. Volgens historici telde Vaals rond 1750 amper tien tot vijftien stenen huizen in de dorpskern. De meeste mensen woonden immers vooral in de buurtschappen rondom Vaals, zoals de Raren en de Wolfhaag. Doordat honderden protestanten uit het grensgebied in Vaals een toevluchtsoord begonnen te zoeken voor de uitoefening van hun godsdienst, groeide echter het aantal kerken en huizen. De plaats kende hierdoor een Nederduits-gereformeerde, een Waalse (Franstalige), een Lutherse en een doopsgezinde kerk. De katholieken van Vaals bleven naast deze protestantse invloeden de oude parochiekerk in het dorp gebruiken en kozen ervoor om hun kerkgebouw architectonisch te verbinden met de Hervormde Kerk. Vermeldingswaardig is verder nog dat de Lutherse kerkgemeenschap in Vaals gesticht werd in 1669 op initiatief van Johann Klermondt uit Burtscheid. In 1695 kocht deze kerkgemeenschap een oude kopermolen voor het houden van haar kerkdiensten.

### 18e eeuw: industrieplaats

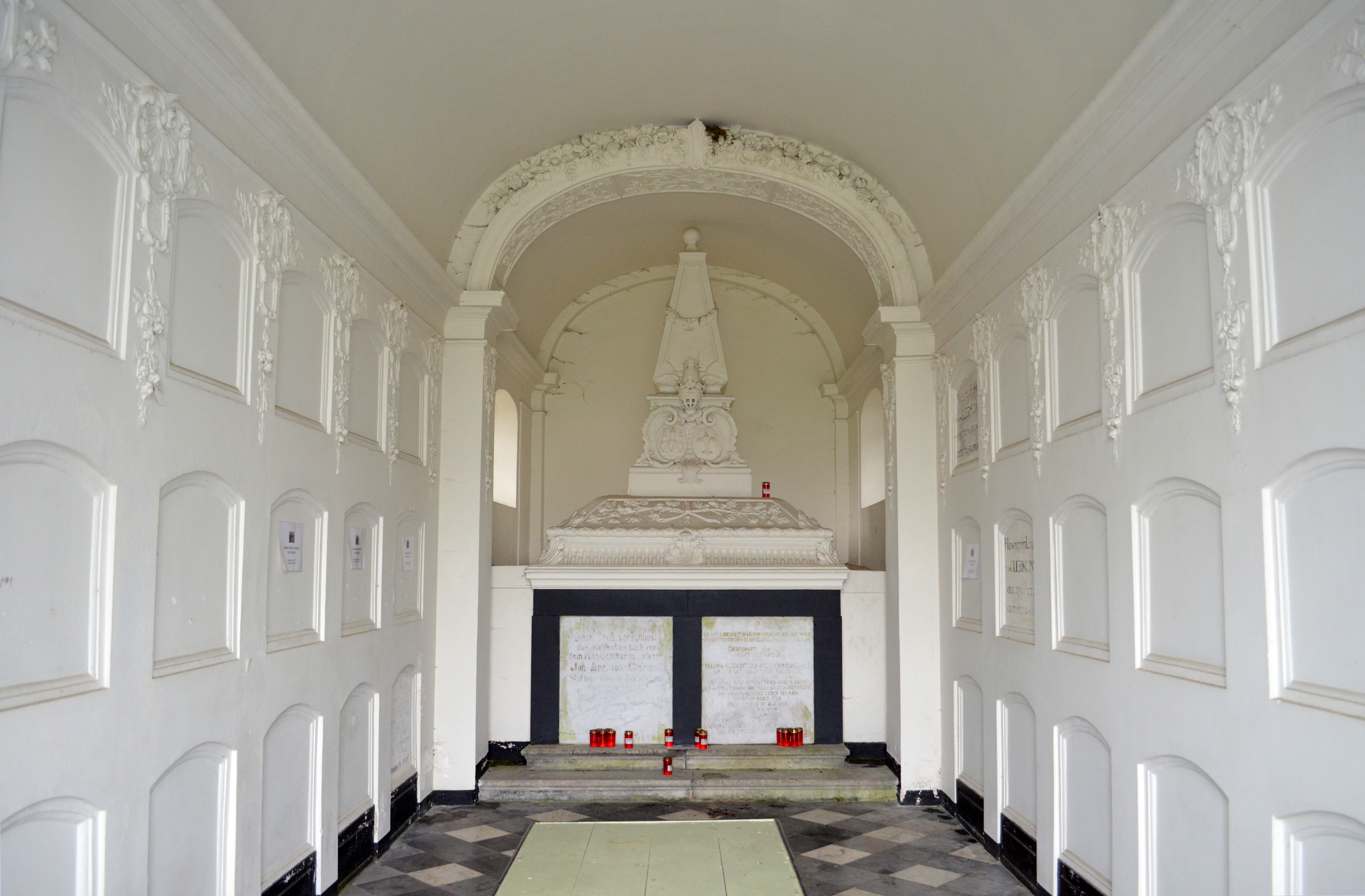
Mausoleum van de familie Von Clermont

Het zou echter nog een eeuw duren voordat Vaals naamsbekendheid kreeg als textielcentrum en de welvaart er sterk toenam. De grote motor achter die ontwikkeling was de Akense lakenfabrikant Johann Arnold von Clermont (1728-1795). In zijn tijd emigreerden veel Lutherse ondernemers vanuit Aken naar het omringende platteland. Met name in het Staatse Vaals genoten zij relatieve godsdienstvrijheid en golden ook de beperkende reglementen van de Akense gilden niet. Johann Arnold von Clermont vestigde zich zodoende in 1761 vanuit Aken in Vaals. Hij kocht er het vervallen kasteel Vaalsbroek en de bijbehorende Vaalsbroekermolen van baron Anton Ullrich de Lamberts de Cortenbach. Met zijn ondernemingen in Vaals ontstond er vanaf 1765 een waar textielimperium. Omstreeks 1790 telde zijn bedrijf 190 vaste werknemers en daarnaast meer dan tweeduizend thuiswevers. Von Clermont was niet de enige ondernemer die zich in Vaals vestigde. Minstens vijf andere lakenfabrikanten openden vestigingen in Vaals: Conrad Klermondt uit Burtscheid, Matthias Schlösser uit Monschau en Nicolaas Leopold Thelossen, Johann von dem Bruch en Johann Gerhard Römer, alle drie uit Eupen. In het laatste kwart van de achttiende eeuw was D'r Bau in de Tentstraat een naaldenfabriek. Vaals groeide daarmee in de achttiende eeuw uit tot vroege industrieplaats. Doordat de Vaalser fabrikanten zaken deden in de Staatse en Oostenrijkse Nederlanden, Frankrijk, Pruisen, Oostenrijk, Polen en Rusland, zorgde dit voor een grote naamsbekendheid van Vaals. In 1717 bracht de Russische tsaar Peter de Grote een bezoek aan Vaals en in 1803 volgde de Franse keizer Napoleon Bonaparte.

### 19e en 20e eeuw: omstreden gebied; opkomst van het toerisme

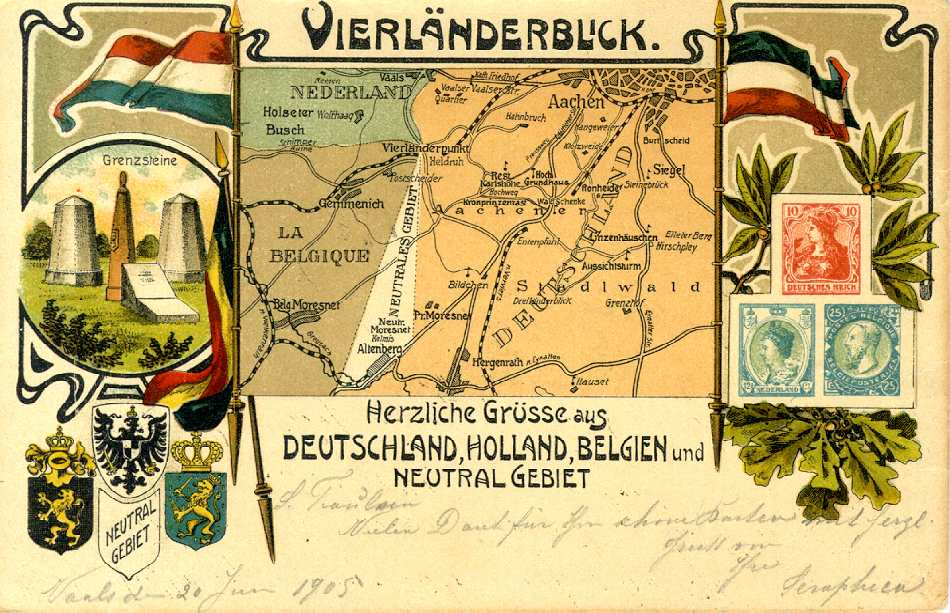
Ansichtkaart van het Vierlandenpunt, 1905

Het Congres van Wenen bepaalde vervolgens in 1815 dat Limburg, waarin Vaals zich bevond, bij het Verenigd Koninkrijk der Nederlanden hoorde. Als gevolg van de Belgische Revolutie in 1830 hoorde Vaals van 1830 tot 1839 bij België. Het belang van de textielindustrie liep aanzienlijk terug en de armoede nam sterk toe. Vaals was enkel nog bekend als uitgangsplaats, onder andere door de aanwezige speelbanken. In Duitsland was er sprake van het ‘Vaalser Paradijs’ (Vaalser Paradies).
Van 1839 tot 1919 was er in Vaals sprake van een vierlandenpunt, omdat hier vier landsgrenzen bij elkaar kwamen: Pruisen-Nederland, Pruisen-Neutraal Moresnet, Neutraal Moresnet-België en België-Nederland. Na de Eerste Wereldoorlog kwam Neutraal Moresnet bij het koninkrijk België en kreeg het de naam Kelmis. Vaals probeerde vervolgens zijn industrie en toerisme te bevorderen. Voor dat doel werd vanaf 1922 de tramlijn Maastricht - Vaals aangelegd.

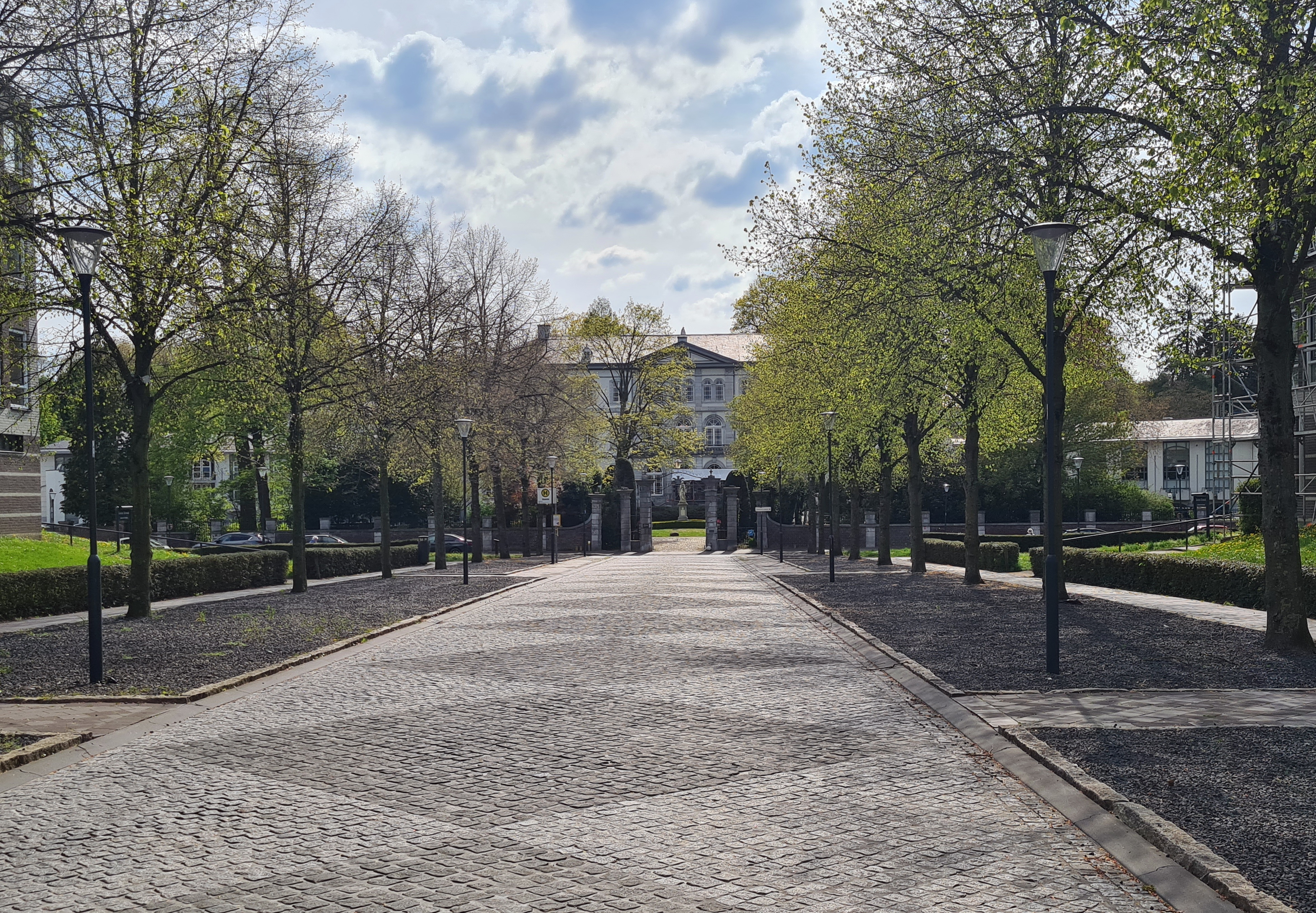
De tram Aken-Vaals had tot 1923 zijn eindpunt aan de Sjwats Jris

Het gereedkomen van de steenweg Aken-Vaals-Gulpen-Maastricht in 1825 betekende de eerste verbetering van de bereikbaarheid van Vaals. In 1889 werd de tramlijn Aken - Vaals in gebruik genomen. Deze tram reed aanvankelijk tot de Sjwats Jris, de oprijlaan van kasteel Bloemendal. In 1922 kwam een tweede tramlijn gereed: de tramlijn Maastricht - Vaals. Aan het huidige Prins Bernhardplein werd hiervoor station Vaals gebouwd, een gebouw dat ter plaatse nog steeds het straatbeeld bepaalt. Ook het eindpunt van de elektrische tram tussen Aken en Vaals werd naar dit tramstation verlegd. De stoomtrams van de nieuwe lijn reden aanvankelijk van Vaals naar Wijlre en Gulpen, vanaf 1925 verder door naar Maastricht. In 1938 werd de tramlijn alweer opgeheven. Vanaf 1939 reed de elektrische tram vanuit Aken nog slechts tot de rijksgrens (halte Vaals Grenze). In 1974 werd de Akense tram opgeheven.
Bedrijfsvestigingen uit deze periode zijn onder andere:
- Sigarenfabriek Peeters, gesticht in 1893, gebouw van 1925 aan de Maastrichterlaan 49, verbouwd tot woon- en winkelpand in 1954
- Stoomwasserij Jardon, aan de Maastrichterlaan 59-61, gevestigd in 1926 in een bestaand café van 1891.
- Naaldenfabriek MUVA, nabij Jos Francotteweg 23, van 1926.

### Na de Tweede Wereldoorlog
Toen de landgrenzen voor en tijdens de Tweede Wereldoorlog werden gesloten, raakte Vaals geïsoleerd. Daarna kwam vooral het winkeltoerisme weer op gang. Duitsers kwamen dagelijks naar Vaals om er te winkelen. De Akense tram ging tot 1974 naar de halte Vaals Grenze. Deze tram werd ook wel de Buttertram genoemd, vanwege de vele Akenaren die er gebruik van maakten om in Vaals relatief goedkope producten (o.a. boter) te kopen. Daarnaast hebben veel Duitsers zich in het dorp gevestigd. Dit leidde ertoe dat Vaals bekendstaat als forenzengemeente vanwege het pendelverkeer tussen het dorp en het naastliggende Duitsland.

## Bevolking
Het dorp Vaals functioneert al sinds de 18e eeuw als een voorstad van de Duitse stad Aken. Vaals ligt tegen de Akense wijk Vaalserquartier aan en veel inwoners werken in de regio Aken. Ongeveer een derde van de Vaalser bevolking heeft de Duitse nationaliteit. Nadat het aantal in Vaals wonende Duitsers in de laatste decennia van de twintigste eeuw enigszins was gedaald, is dit naar 2014 toe weer fors gestegen door de relatief lage huizenprijzen in Vaals. Desondanks neemt de bevolking van Vaals al sinds de jaren 1990 af. In de jaren 2010 zijn er twee nieuwe trends in de bevolkingsontwikkeling zichtbaar: enerzijds wonen er steeds meer studenten in Vaals, wat voornamelijk door de bouw van enkele complexen met honderden studentenkamers komt; anderzijds kopen Arabieren in toenemende mate huizen in Vaals. Dit was aanvankelijk alleen in vakantiepark Landal, maar daarna ook elders.

## Bezienswaardigheden
Vaals in vooral bekend vanwege de Vaalserberg met het Drielandenpunt, de Wilhelminatoren en het Labyrint Drielandenpunt, allemaal gelegen vlak bij het hoogste punt van Europees Nederland (322,4 meter boven NAP). Een deel van het centrum van Vaals heeft de status van beschermd dorpsgezicht: het rijksbeschermd gezicht Vaals en de uitbreiding daarop. Ook de bij Vaals behorende buurtschap Raren heeft een beschermd dorpsgezicht.

### Rijksmonumenten
- Hervormde Kerk (17e-eeuws, met romaanse toren van de gesloopte rooms-katholieke parochiekerk)
- Lutherse kerk (18e eeuw)
- Waalse kerk (17e eeuw)
- Sint-Pauluskerk (Johannes Kayser, 1891-1893)
- De Esch, kasteelachtige hoeve, later Camillianenklooster
- Kapel van het Camillianenklooster (in gebruik door Museum Vaals)
- Joodse begraafplaats
- Kasteel Bloemendal, gebouwd in 1791-1795 naar een ontwerp van Joseph Moretti
- Kasteel Vaalsbroek, nabij de buurtschap Raren
- Mausoleum Von Clermont, in de tuin van Vaalsbroek (Joseph Moretti, 1788)
- Obelisk van Vaals (Joseph Moretti, 1790)
- Vaalsbroekermolen, op de Zieversbeek
- Schuurmolen, op de Zieversbeek
- Frankenhofmolen, op de Zieversbeek
- Huis Clermont, woonhuis en lakenfabriek, ontworpen door Joseph Moretti, 1761-1765; in gebruik als gemeentehuis
- Huis Verves, 'verfhuis', in 1676 al vermeld als lakenververij, huidige gebouw in neogotische stijl uit 1850
- D'r Bau & Cereshoeve, een voormalig landhuis, annex herenboerderij en naaldenfabriek uit 1777
- Huis Kirchfeld, gebouwd in 1790
- Andere 18e-eeuwse woonhuizen, zoals:
  - Von Clermontplein 4-6, mogelijk ontworpen door Joseph Moretti, ca. 1765
  - Von Clermontplein 24, gebouwd in 1765, en Bergstraat 6, uit 1767
  - 18e-eeuwse vakwerkhuizen Bloemendalstraat 4, Tentstraat 7 en Von Clermontplein 2 en 16
- Voormalig Kurhotel met Kursaal, uit 1900
- Kleng Wach, voormalige douanepost, kleinste museum van Nederland

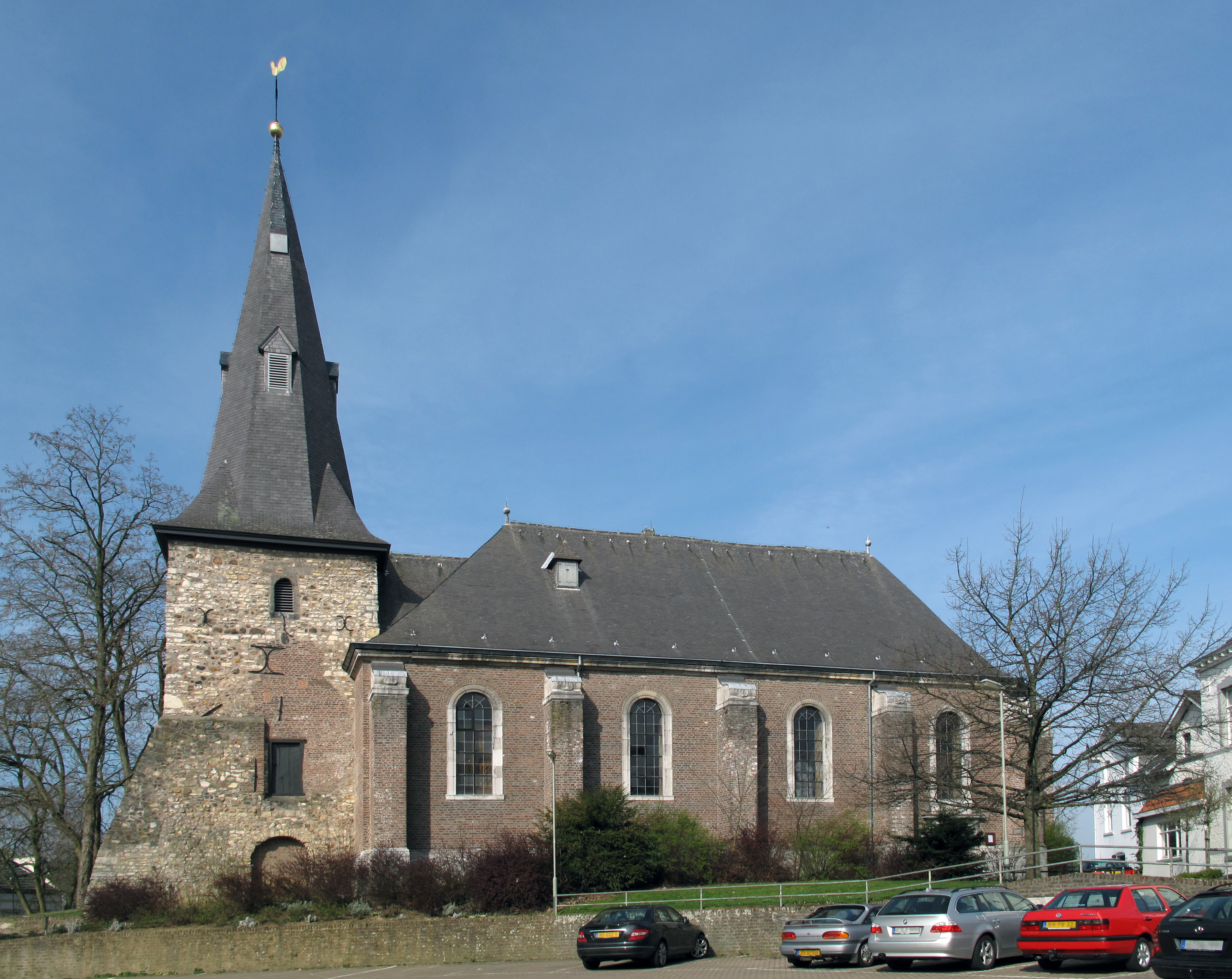
Hervormde Kerk
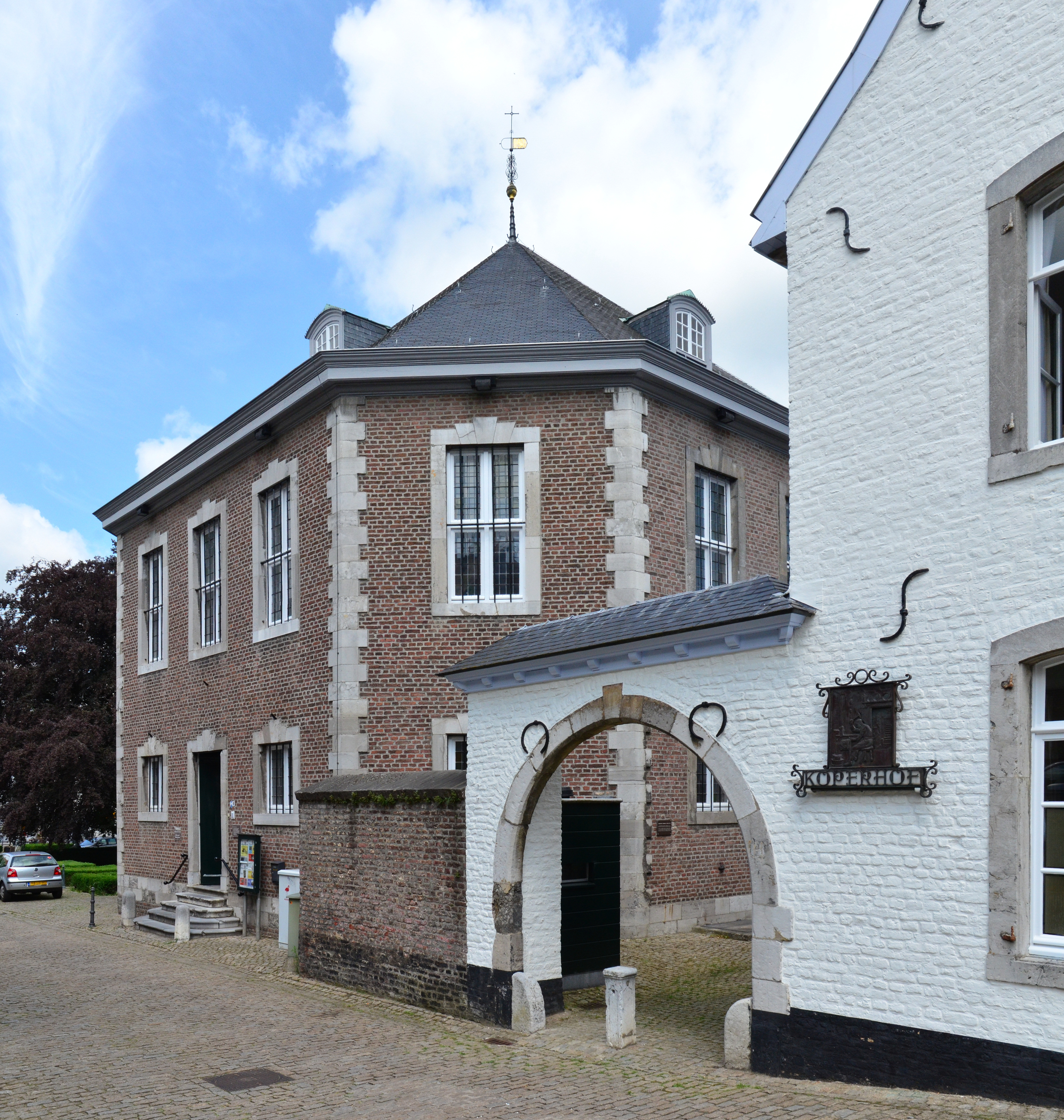
Lutherse kerk, thans museum De Kopermolen
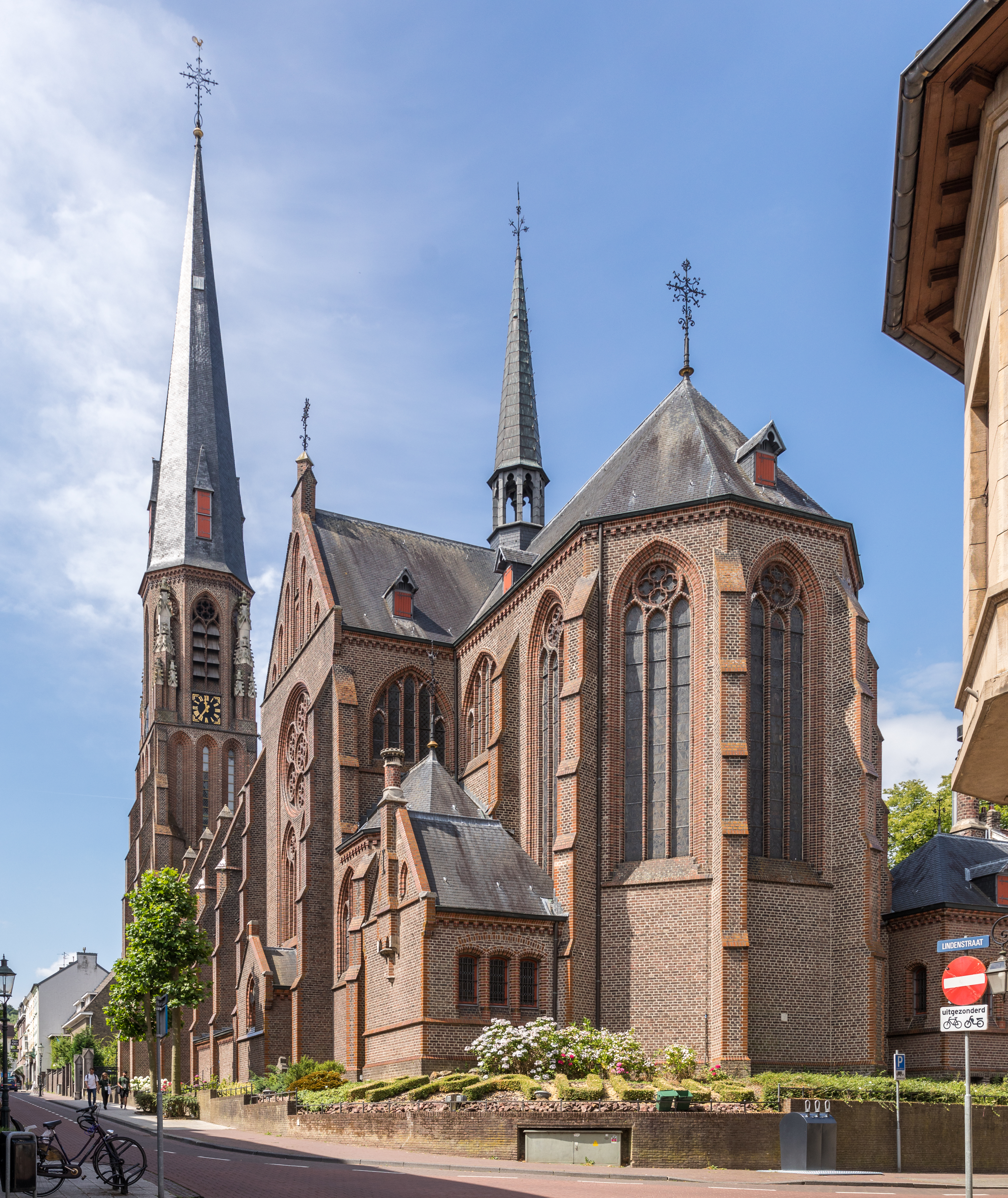
Sint-Pauluskerk
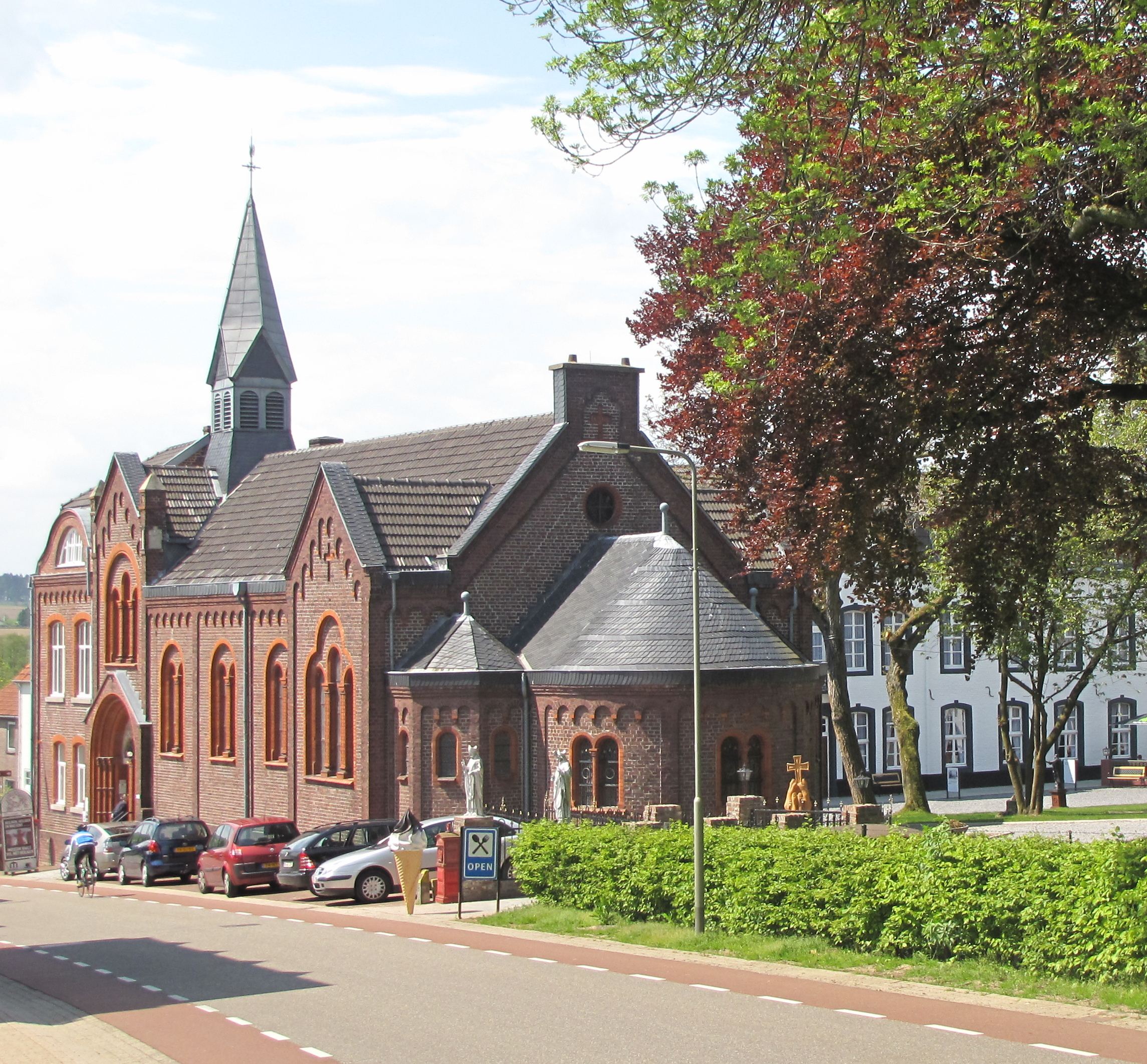
Kapel Camillianenklooster
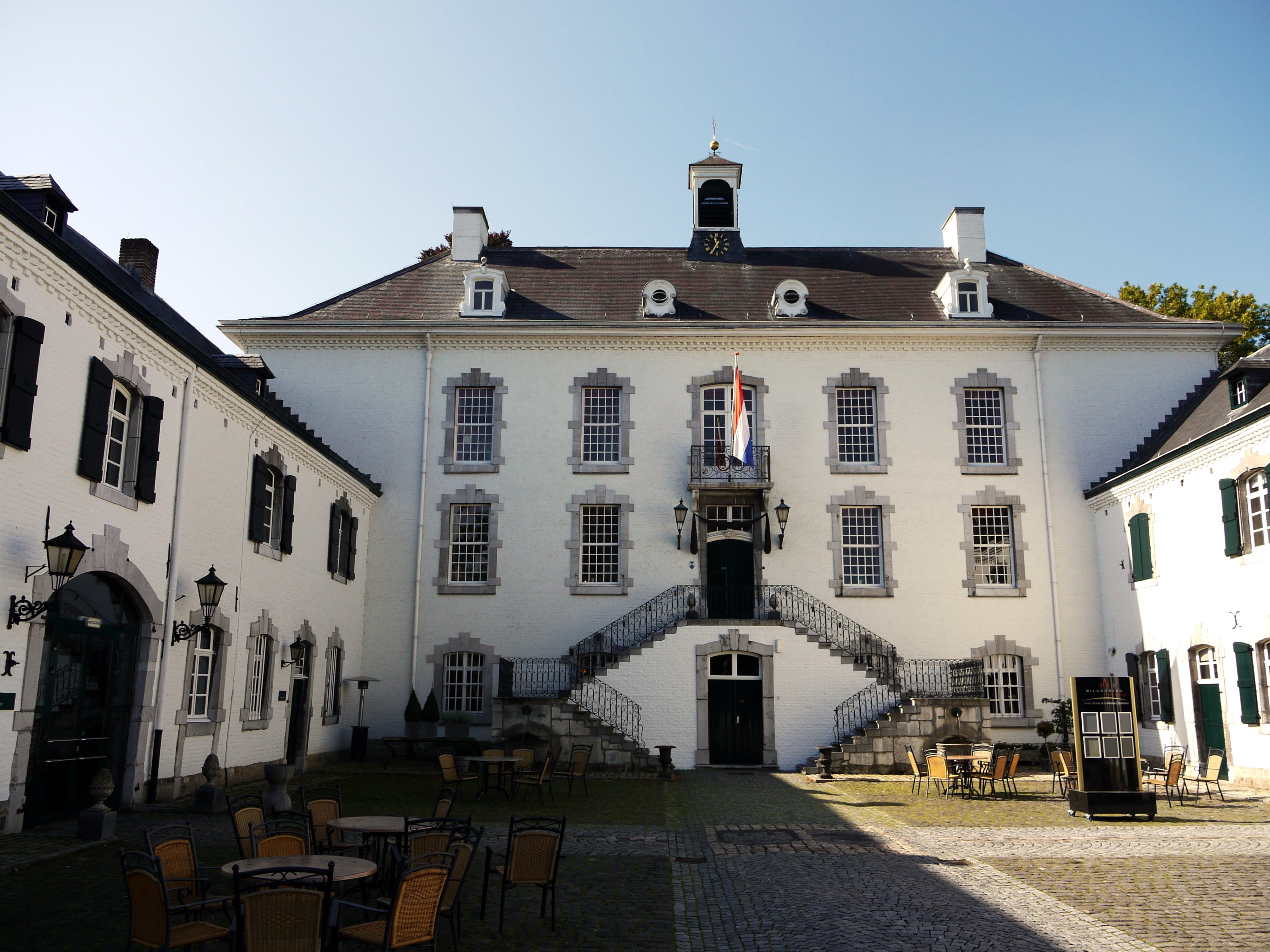
Kasteel Vaalsbroek
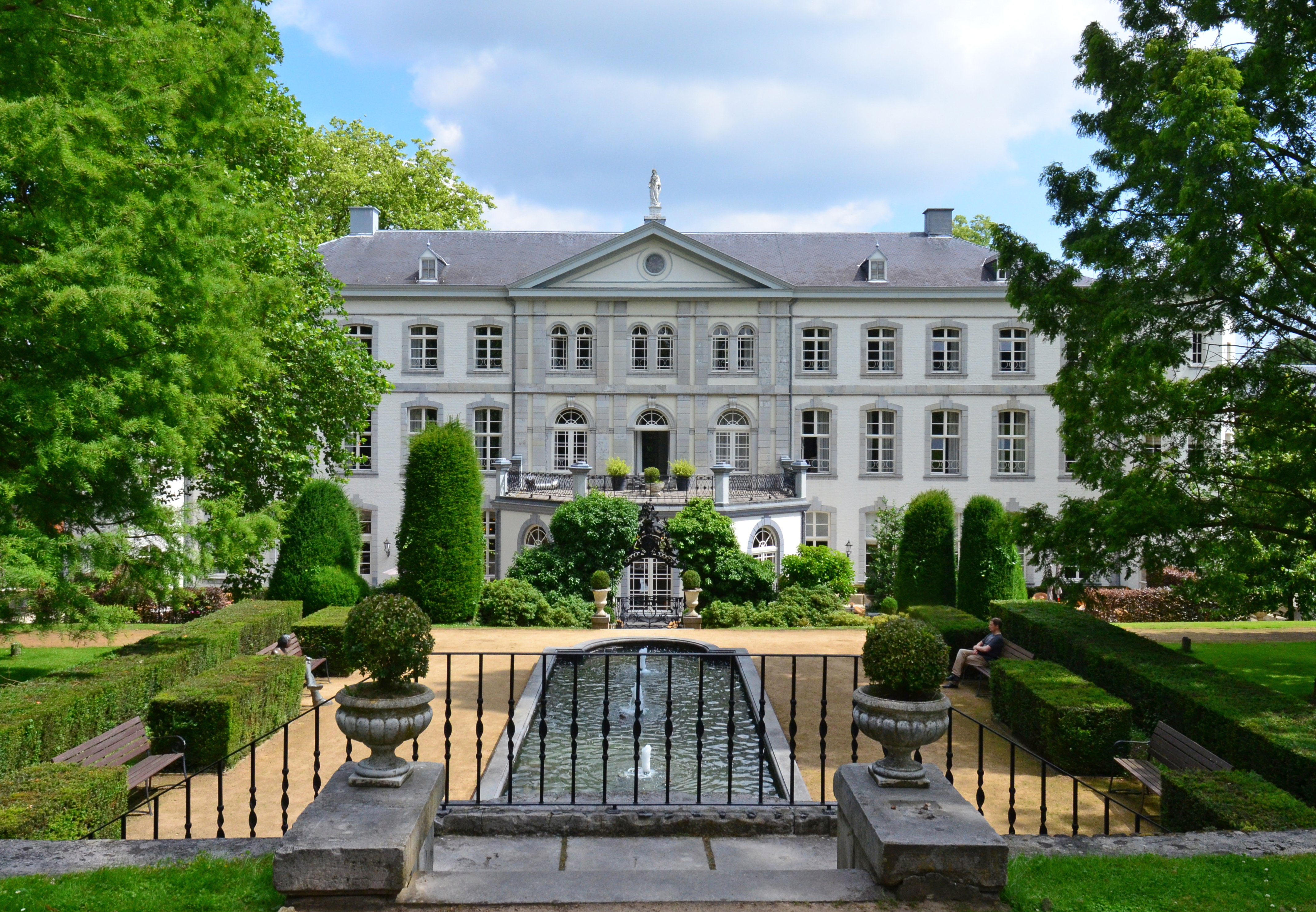
Kasteel Bloemendal
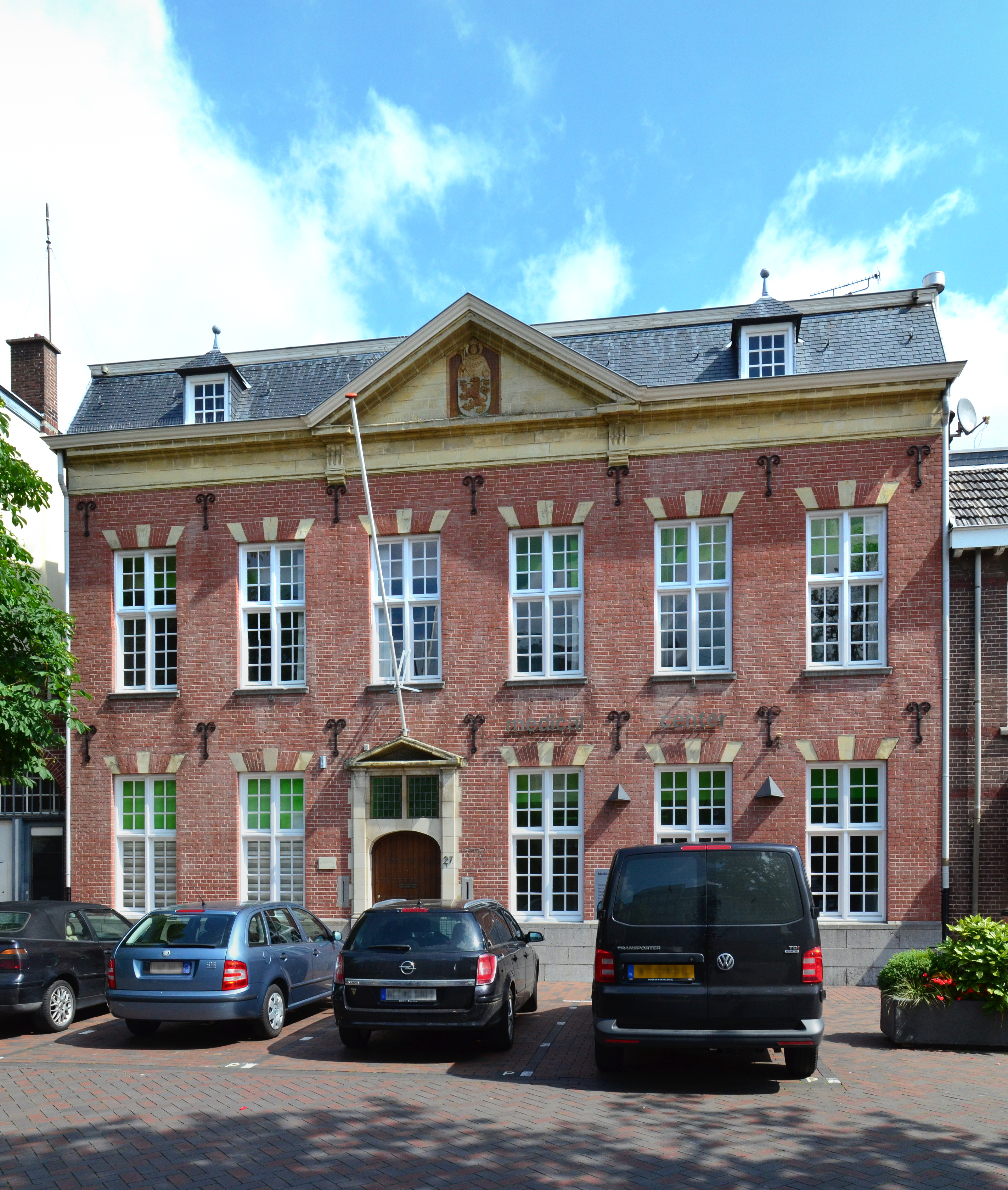
Maastrichterlaan 27
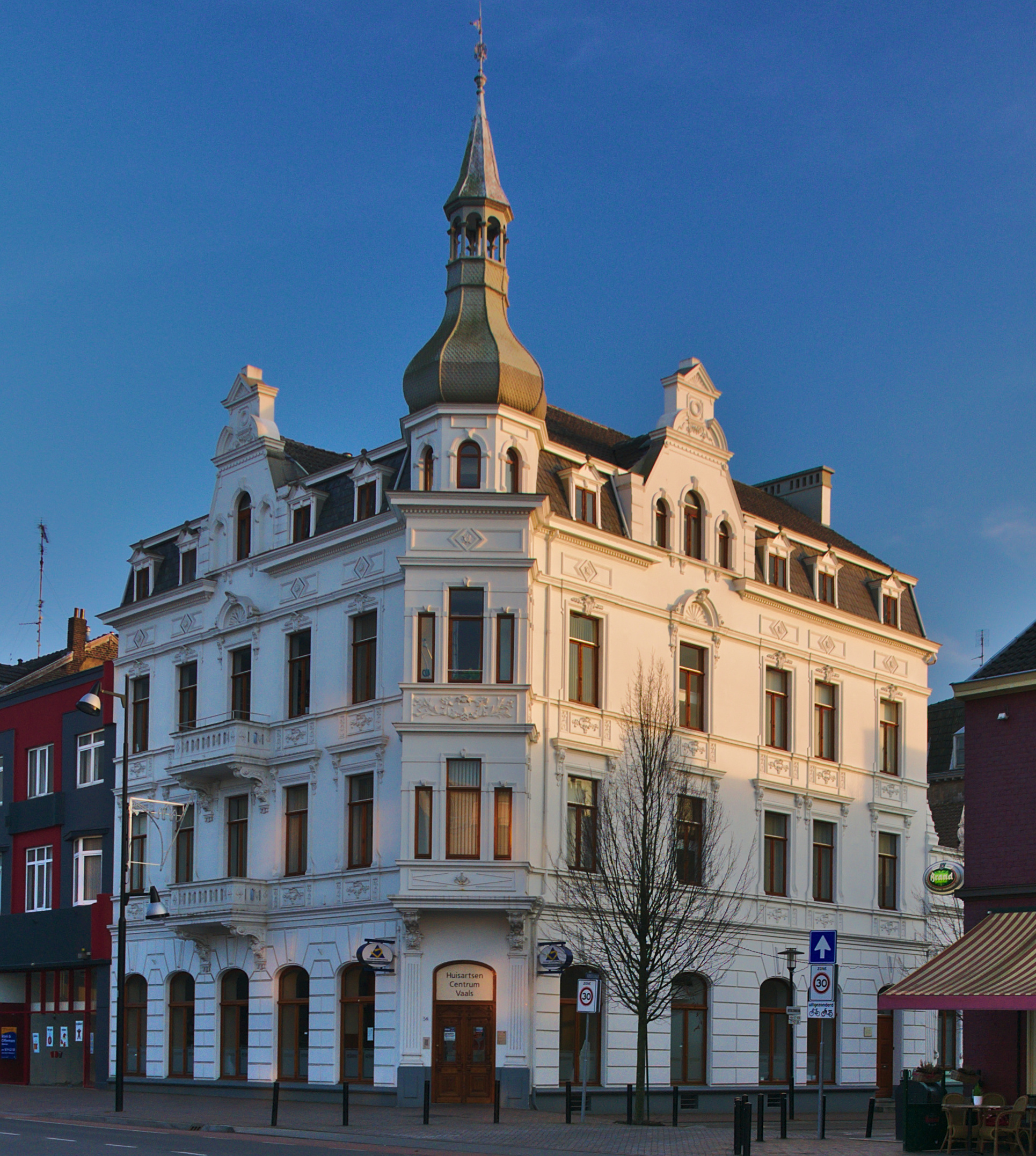
Kurhotel

### Moderne architectuur
- Sint-Jozefkerk (Jean Huysmans, 1958), in 2004 gesloopt
- Politiebureau Vaals (Wiel Arets, 1995), sinds 2019 leegstaand[16]
- Wilhelminatoren (Ruimtemakers Architectengroep, 2011)
- Winkel- en woongebouwen Koningin Julianaplein (Martens Willems & Humblé Architecten, 2017)[17]

## Verkeer en vervoer
Vaals ligt aan het oostelijke einde van de N278, die het dorp via Gulpen en Margraten met Maastricht verbindt.
Veolia Transport Nederland verzorgde tot december 2016 vanuit Vaals meerdere streekbuslijnen en diverse snelbuslijnen. Lijn 61 verbond een aantal dorpen binnen de gemeente Vaals met Gulpen. Lijnen 43 en 50 vormden de hoofdverbindingen met Heerlen en Maastricht. Laatstgenoemde buslijn was tevens een snelle verbinding met station Aachen Hauptbahnhof. Arriva heeft eind 2016 de exploitatie van de Nederlandse buslijnen overgenomen.
De Akense openbaar vervoersmaatschappij ASEAG onderhoudt eveneens een regelmatige busverbinding tussen het grensdorp en de domstad. De Belgische vervoerder TEC onderhoudt elk uur een busverbinding met Gemmenich, Kelmis en Eupen in het Duitstalige gedeelte van België.
| Buslijn            | Exploitant | Route |
| ------------------ | ---------- | --- |
| 25                 | ASEAG      | Vaals - Aken Westfriedhof - Aken Bushof - Aken Brand - Stolberg Büsbach - Stolberg                                                                         |
| 33                 | ASEAG      | Vaals - Aken Uniklinik - Hörn - Aken Bushof - Aken Fuchserde                                                                                               |
| 43                 | Arriva     | Heerlen - Kerkrade Parkstad Limburg Stadion - Simpelveld - Bocholtz - Nijswiller - Lemiers - Vaals                                                         |
| 59                 | Arriva     | Mamelis - Vijlen - Harles - Holset - Vaalsbroek - Vaals |
| 149                | Arriva     | Gulpen - Reijmerstok - Hoogcruts - Slenaken - Heijenrath - Epen - Drielandenpunt - Vaals                                                                   |
| 350 (Limburgliner) | Arriva     | Maastricht - Cadier en Keer - Margraten - Gulpen-Wittem - Wahlwiller - Nijswiller - Lemiers - Vaals - Aachen Schanz - Theater Aachen - Aachen Hauptbahnhof |
| 396                | TEC        | Vaals - Gemmenich - Moresnet - Kelmis - Hergenrath - Astenet - Walhorn - Kettenis - Eupen                                                                  |
| 643 (schoolbus)    | Arriva     | Vaals → Lemiers → Nijswiller → Bocholtz → Heerlen |
| 659 (schoolbus)    | Arriva     | Vaals → Vaalsbroek → Holset → Vijlen → Nijswiller → Wahlwiller → Wittem → Gulpen → Margraten → Cadier en Keer → Maastricht                                 |
| N4 (nachtbus)      | ASEAG      | Aachen Bushof - Hörn - Uniklinik - Vaals |

## Bekende Vaalsenaren
- Johann Arnold von Clermont (1728-1795), lakenfabrikant, opdrachtgever diverse monumentale bouwwerken (geboren in Aken)
- Huub Hermans (1898-1978), CPN-politicus
- Leo Ketelaars (1913-1992), bas-bariton (geboren in Maasniel)
- Johan Adang (1924-1996), voetballer
- Frans Derks (1930-2020), voetbalscheidsrechter
- Fred van Herpen (1943), atleet
- John Bröcheler (1945), bas-bariton operazanger
- Eddy Verheijen (1946), schaatser
- Gerd Prick (1947), politicus
- Paul Jungbluth (1949), GroenLinks-politicus
- Ronald Waterreus (1970), voetbalkeeper

## Nabijgelegen kernen
Lemiers, Holset, Laurensberg (Vaalserquartier), Gemmenich
Bovendien liggen in de nabijheid van Vaals de buurtschappen Raren en Wolfhaag